# 139e régiment d'infanterie (France)
Pour les articles homonymes, voir 139e régiment.
Le 139e régiment d'infanterie (139e RI) est un régiment d'infanterie de l'Armée de terre française. 
Créé sous la Révolution sous le nom de 139e demi-brigade de première formation, il est recréé comme régiment d'infanterie de ligne en 1813 puis dissous l'année suivante. Il réapparaît en 1870 et est finalement dissous en 1940.

## Création et différentes dénominations
- 1794 : 139e demi-brigade de bataille
- 1797 : dissolution
- 1813 : 139e régiment d'infanterie de ligne
- 1814 : dissolution
- 1870 : 139e régiment d'infanterie de ligne (par renommage du 39e régiment de marche)
- 1871 : dissous, versé dans le 99e régiment d'infanterie de ligne
- 1873 : nouvelle formation
- 1920 : dissolution
- 1939 : 139e régiment d'infanterie de forteresse
- 1940 : dissolution

## Chefs de corps
La 139e demi-brigade a un seul chef de brigade :
- 1794 : chef de brigade Jacques Robert de Conantre

Le 139e de ligne de 1813-1814 a eu deux colonels :
- 1813 : colonel Edme Victor Bertrand ;
- 1813 : colonel Genevay

Le 139e de ligne de 1870-1871 a eu deux chefs de corps :
- 1870 : lieutenant-colonel Landaut
- 1870 : lieutenant-colonel Miquel du Riu

Le 139e de ligne recréé en 1873 a eu les chefs de corps suivants :
- 1873 : colonel Brémens
- 1881 : colonel Paul Antoine Côte
- 1888 : colonel Canonge
- 1893 : colonel Texier de la Pommeraye
- 1899 : colonel Émile Zimmer
- 1902 : colonel C. M. du Crest

## Historique des garnisons, combats et batailles du139eRI

### Guerres de la Révolution
La 139e demi-brigade de bataille est créée le 11 juin à Bitche (ou Wissembourg), avec le 1er bataillon du 75e régiment d'infanterie, les 3e bataillon des volontaires d'Indre-et-Loire (grenadiers) et le 5e bataillon des volontaires de Seine-et-Marne.
La demi-brigade est capturée en novembre 1795 à l'issue du siège de Mannheim. Libérés en janvier 1796, les hommes de la demi-brigade se reforment à Arras mais la demi-brigade est dissoute le 25 mars 1797, les fusiliers rejoignent la 21e demi-brigade de ligne, les grenadiers rejoignent la 1re Légion des francs de l'Ouest (fusionnée dans la 24e demi-brigade d'infanterie légère) et les cadres du régiment sont versés dans différentes demi-brigades de l'armée d'Allemagne.

### Guerres de l'Empire
Le 139e régiment d'infanterie de ligne est créé par décret du 12 janvier 1813, avec les 16e, 17e, 65e et 66e cohortes de la Garde nationale,, formation effectuée à Paris les 6 et 9 février.

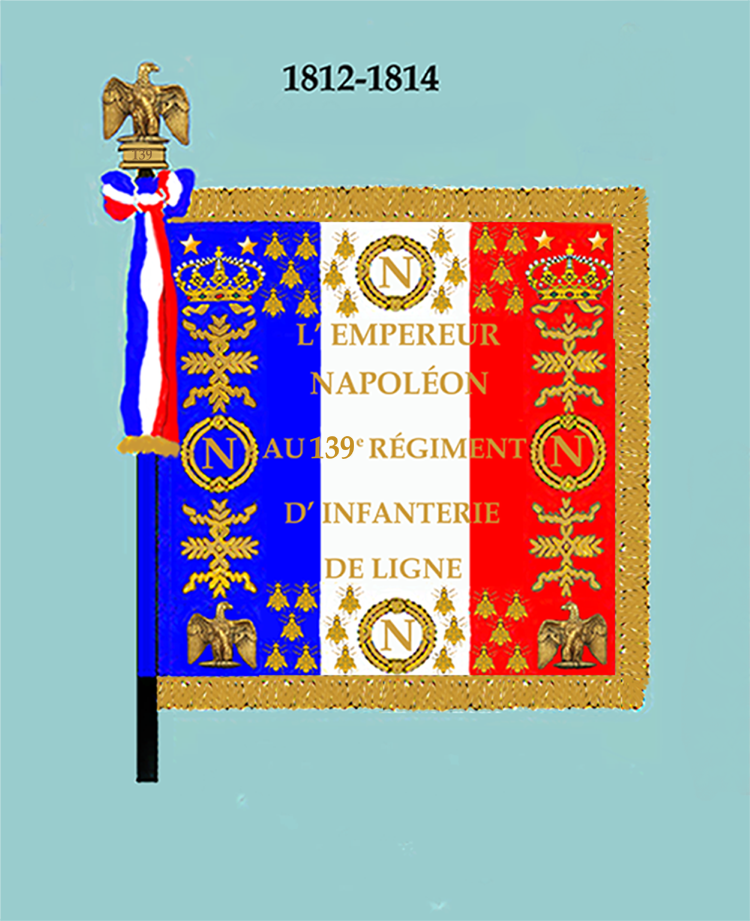
Drapeau modèle 1812 (avers)
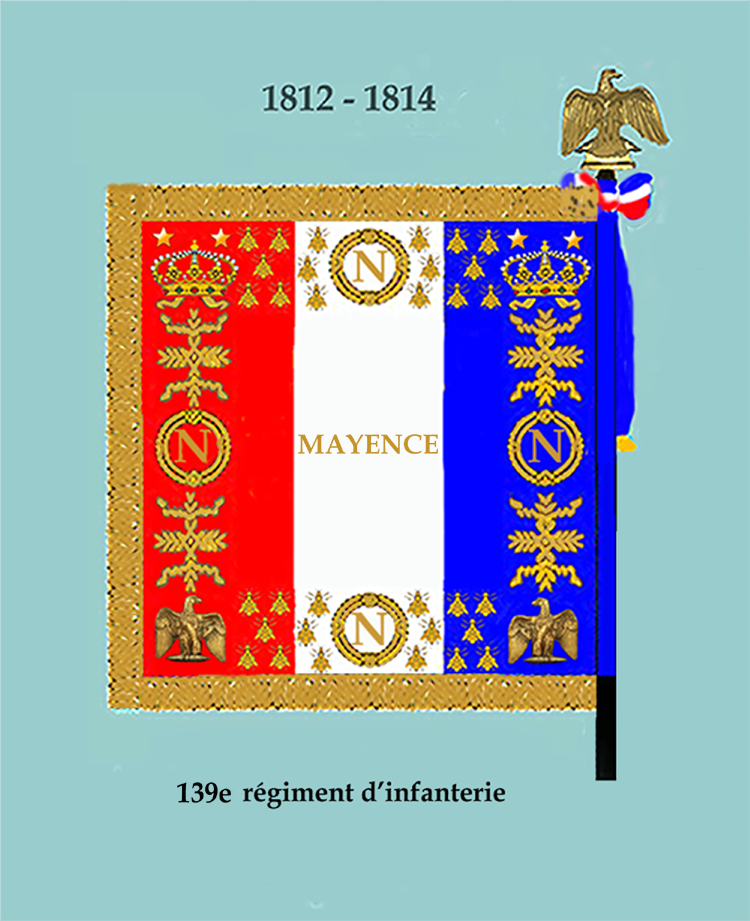
Drapeau modèle 1812 (revers)

- 1813 : Campagne d'Allemagne
  - 2 mai : Victoire de Lützen
  - 16-19 octobre : Bataille de Leipzig

Le régiment est dissous le 8 juin 1814 à Lisieux.

### Guerre de 1870
Le 39e régiment de marche est créé par décret du 19 octobre 1870. Il recrute des compagnies formées par les dépôts des 3e, 12e, 14e, 21e, 22e, 27e, 36e, 42e, 47e, 48e, 52e, 67e, 76e, 88e, 89e, 94e et 98e régiments de ligne. Par décret du 28 octobre 1870, il est renommé 139e régiment d'infanterie de ligne.
Lors de la guerre franco-allemande de 1870, il participe au siège de Paris. Il est affecté à la 3e armée de Paris et s'installe au Mont-Valérien,. Paris capitule le 29 janvier 1871 et les 3 400 hommes du 139esont faits prisonniers.
Le 13 mars, il fusionne avec le 99e régiment d'infanterie de ligne.

### De 1873 à 1914
Le régiment est recréé en 1873, avec des bataillons des 16e, 38e, 86e, 92e, 98e, 105e et 121e régiments d'infanterie de ligne. Le régiment est formé le 24 octobre 1870 à Pont-du-Château, mais son dépôt est à Roanne (caserne Werlé), qui devient sa garnison en 1874. Il est affecté à la 52e brigade de la 26e division d'infanterie. Il fournit un bataillon « disponible » stationné à Lyon ,. Les bataillons du régiment changent régulièrement de garnison, entre Roanne, Clermont-Ferrand et d'autres villes de la zone.
En 1881-1883, le 1er bataillon du régiment participe à la conquête de l'Algérie.
Lors de la réorganisation des corps d'infanterie de 1887, le 2e bataillon, stationné à Lyon, forme le 161e régiment d'infanterie.
Le 1er octobre 1889, le 139e régiment d'infanterie passe à la 50e brigade de la 25e division d'infanterie. Le régiment est alors en garnison à Aurillac (Cantal)[réf. nécessaire]. Trois bâtiments disposés en "U", constituent la place d'armes, reproduisant dans une rigueur militaire les constructions semblables dans l'hexagone, abritant trois bataillons faisant d'Aurillac, à la "Belle Époque", une ville de garnison très marquée par la présence des militaires. Au centre le bâtiment de l'horloge, et sur la gauche et la droite un bâtiment[réf. nécessaire].
En mai 1895, un détachement du régiment avec la gendarmerie nationale de Mauriac (Cantal), puis les cuirassiers de Saint-Étienne sont requis pour maintenir l'ordre sur le bassin des mines de Champagnac (Cantal). En effet, les mineurs de la compagnie des mines de Champagnac se mettent en grève. Des incidents sérieux éclatent en août.
Le 14 juin 1895, le maire de la commune d'Ydes dut prendre un arrêté interdisant la sonnerie des clairons aux particuliers, dans le village de l'hôpital d'Ydes pendant tout le temps que les soldats restèrent dans le dit village. Jusqu'à cette disposition règlementaire, le repos des soldats a dû être souvent troublé.
En 1907 : il est envoyé en maintien de l’ordre durant la révolte des vignerons du Languedoc en 1907. Le 20 juin, à Narbonne, il est affecté à la protection de l’hôtel de ville. Sur une méprise, il ouvre le feu sur les manifestants, fusillade faisant cinq morts, dont une jeune fille de 20 ans qui passait par là, et une centaine de blessés.

### Première Guerre mondiale
Affectation : 26e division d’infanterie d'août 1914 à novembre 1918

#### 1914
Comme l'ensemble des unités militaires du pays, le 139e RI est mobilisé, dans sa garnison d'Aurillac.
- août : Vosges
- septembre : Somme
- novembre : Belgique
- décembre : Somme

#### 1915
- janvier-décembre : Somme

#### 1916
- janvier-février : Somme
- mars : bataille de Verdun
- juillet-novembre : combat devant Chaulnes

#### 1917
- bataille de Saint-Quentin
- août : Verdun
- décembre : Bezonvaux

#### 1918
- juin : La Ferté-Milon
- septembre : Saint-Mihiel
- octobre : bois des Caures

### Entre-deux-guerres
Le régiment est dissous le 1er janvier 1920.

### Seconde Guerre mondiale
Le 139e régiment d'infanterie de forteresse (139e RIF) est formé le 27 août 1939. Il comprend trois bataillons. Le 3e bataillon à deux compagnies seulement, les autres en ont trois. Le 139e RIF appartient au secteur fortifié de la Crusnes. Le régiment a la charge de la défense du sous-secteur de Morfontaine, avec deux petits ouvrages (Mauvais-Bois et Bois-du-Four), ainsi que d’une dizaine de casemates.
Voici le témoignage du caporal Joseph Gast, qui a servi au régiment, publié dans le bulletin no 18 de l’association de préservation du patrimoine de Villers-la-Montagne : « La vie était très primitive pour l’équipage de sept hommes. Pas d’eau, pas d’éclairage, à part les bougies. Pas de téléphone, pas de chauffage. Les feuillées dans le bois voisin. Nous avons pu avoir un réchaud à alcool pour nous faire des boissons chaudes. En plus, nous avons de l’alcool à boire. Nous avions des hamacs, d’autres dormaient sur les caisses de munitions. L’hiver 1939-40 fut très dur. Beaucoup de neige, pas de courrier, pas de permission… Heureusement, les gens de Villers-la-Montagne, surtout les jeunes filles, nos marraines de guerre, nous apportaient des colis. »

## Drapeau
Il porte, cousues en lettres d'or dans ses plis, les inscriptions suivantes :
- Mayence 1795
- Lützen 1813
- Bautzen 1813
- Lorraine 1914
- Verdun 1916
- La Somme 1916
- L'Aisne 1918

## Décorations
Sa cravate est décorée de la Croix de guerre 1914-1918  avec trois citations à l'ordre de l'armée.
Il a le droit au port de la fourragère aux couleurs du ruban de la Croix de guerre 1914-1918.

## Personnalités ayant servi au139eRI
- Léon Boyer (1883-1916), instituteur et poète, y fait son service militaire de 1904 à 1905. Son nom est inscrit au Panthéon parmi les 560 écrivains morts au combat pendant la Première Guerre mondiale.
- Germain Guibert (1897-1968), homme politique, mobilisé au 139e RI en 1916.